# Nofret II.
| nfr | n · f · r · t | B1 |

| nfr | n · f · r · t | B1 |

Nofret II. (egyptsky „nfrt“ – Kráska) byla staroegyptská královna z 12. dynastie. Byla dcerou Amenemhata II. a manželkou Senusreta II.
Spolu s Chenemetneferhedžet I. byla jednou ze dvou známých manželek Senusreta II. Jeho další dvě možné manželky byly Chenmet a Itaweret. Všechny tyto čtyři byly také Senusretovými sestrami. Dvě z jejích soch byly nalezeny v Džanetu a nyní jsou v Egyptském muzeu v Káhiře. Malá pyramida v pyramidovém komplexu jejího manžela v Kahun byla pravděpodobně postavena pro ni.